# 田中利治
田中 利治（たなか としはる、1917年9月14日 - 2005年3月23日）は、日本の実業家。元三菱自動車工業会長。元三菱重工業副社長。

## 来歴・人物
香川県三豊郡和田村（現 観音寺市豊浜町）出身。旧制香川県立三豊中学校、旧制松山高等学校を経て、京都帝国大学工学部機械工学科卒業。
1940年（昭和15年）京都帝国大学卒業後、三菱重工業に入社し、長崎兵器製作所に配属。1941年（昭和16年）陸軍に入隊。前橋予備士官学校を経て満州に配備。1944年（昭和19年）陸軍除隊後、三菱重工業長崎に復帰。
1946年（昭和21年）三菱重工業長崎造船所に異動。1969年（昭和44年）同社横浜造船所に異動。その後、技術畑の主要ポストを歩み、1981年（昭和56年）同社副社長に昇任。
1983年（昭和58年）三菱自動車販売社長に就任。1984年（昭和59年）10月1日、三菱自動車工業と三菱自動車販売が統合し、新生三菱自動車工業発足。同社会長に就任。1985年（昭和60年）同社相談役に退いた。

## 略歴
- 1970年 - 三菱重工業横浜造船所副所長
- 1972年 - 三菱重工業相模原製作所所長
- 1973年 - 三菱重工業取締役
- 1975年 - 三菱重工業広島造船所所長
- 1977年 - 三菱重工業常務取締役
- 1981年 - 三菱重工業取締役副社長
- 1983年 - 三菱自動車販売取締役社長
- 1984年 - 三菱自動車工業取締役会長
- 1985年 - 三菱自動車工業取締役相談役
- 1987年 - 三菱自動車工業顧問